# Іспанська гітара Аліси
«Іспанська гітара Аліси» (англ. Alice's Spanish Guitar) — американський анімаційний короткометражний  фільм із серії «Комедії Аліси», що вийшов 29 листопада 1926 року.

## Синопсис
Піт знову викрадає Алісу, коли вона грає на гітарі в іспанському кафе. Юлій в черговий раз приходить на допомогу.

## Головні персонажі
- Аліса
- Юлій
- Піт

## Інформаційні данні
- Аніматори[3]:
  - Аб Айверкс
  - Роллін Гамільтон[en]
  - Рудольф Ізінг[en]
  - Г'ю Гарман[en]
- Оператор[3]:
  - Рудольф Ізінг[en]
- Живі актори[3]:
  - Маргі Ґей[fr]
- Тип анімації: об'єднання реальної дії та стандартної анімації
- Виробничий код: ACL-26[4][5]